# Kribi

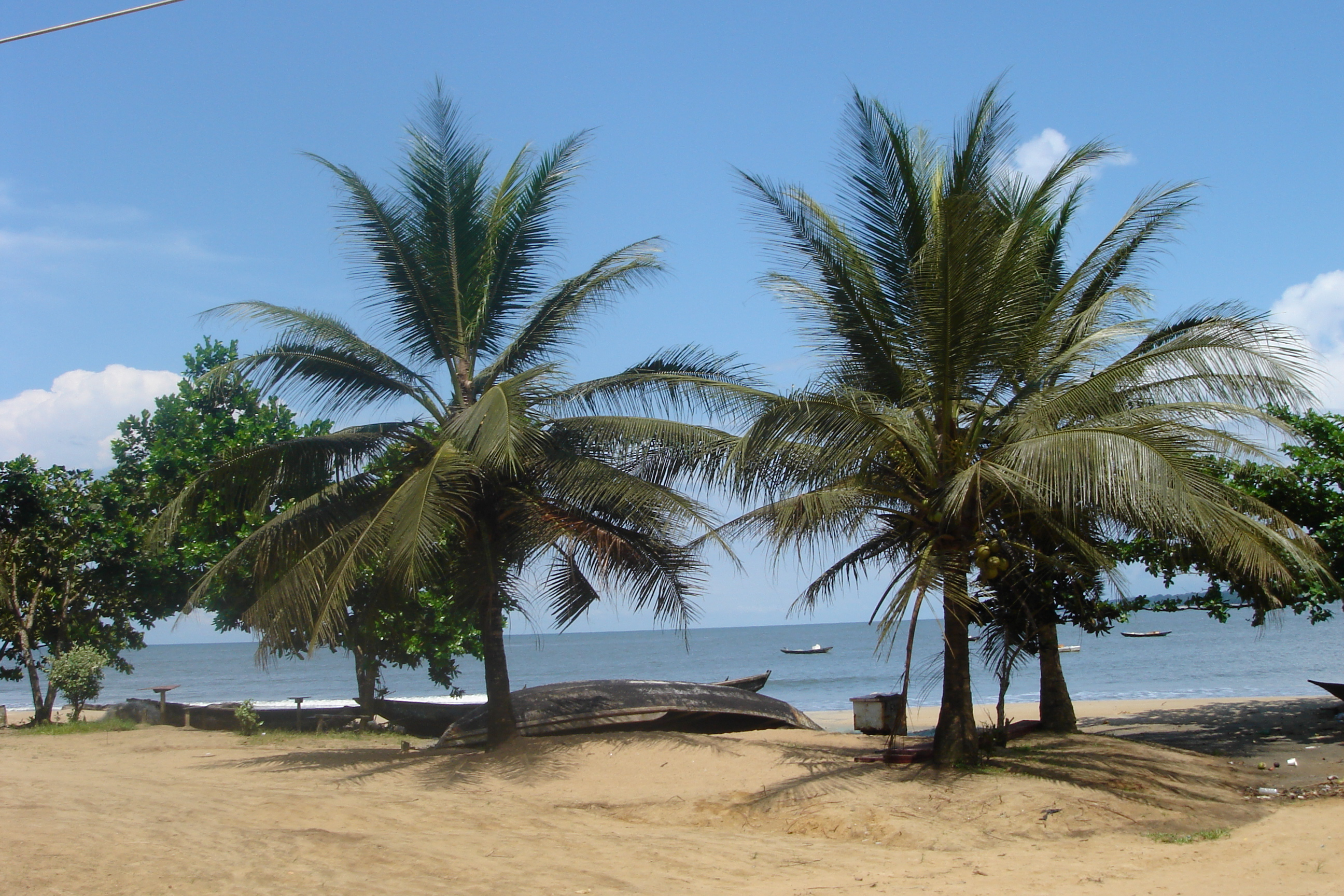
Plaża w Kribi

Kribi – miasto w Kamerunie, port morski u ujścia rzeki Kienke, ośrodek wypoczynkowy. Leży w Regionie Południowym. Stolica departamentu Océan. Liczy około 57,9 tys. mieszkańców. Obsługuje rurociąg z ropą naftową biegnący z Czadu.
W pobliżu miasta znajdują się wodospady Labe.
Przez miasto przebiega Droga Krajowa nr 7. W mieście znajduje się lokalne lotnisko.
W miejscowości działa klasztor mariawicki, pozostający w jurysdykcji Kościoła Katolickiego Mariawitów w Kamerunie.